# Пейдж Спіранак
Пейдж Рене Спіранак (народилася 26 березня 1993 року) — американська особа в соціальних мережах, інструктор з гольфу та колишній професійний гравець у гольф. У неї понад 260 000 підписників і 145 навчальних відео на YouTube і 3,6 мільйона підписників в Instagram. Вона грала в коледж-гольф Дивізіону 1 як в Університеті Аризони, так і в Університеті штату Сан-Дієго, вигравши нагороди All -Mountain West Conference протягом сезонів 2012–2013 і 2013–14 і привівши Aztecs до їхнього першого чемпіона Mountain West Conference у 2015 році.

## Раннє життя
Спіранак народилася в Віт Рідж, штат Колорадо, в родині хорватського походження. Її батько, Ден, був членом футбольної команди Піттсбурзького університету «Пантерс», яка виграла національний чемпіонат серед коледжів 1976 року. Її мати, Аннет, була професійною балериною. Її старша сестра, Лексі, також отримала спортивну стипендію коледжу, змагаючись у команді Стенфорда з легкої атлетики.
Спіранак виросла в Моньюменті, штат Колорадо, де вона займалася гімнастикою в надії взяти участь в Олімпійських іграх. У 12 років двічі зламана колінна чашечка зруйнувала її гімнастичні мрії та підштовхнула до гольфу. Спіранак проводила час між Скоттсдейлом, штат Аризона, та Моньюментом, штат Колорадо, як студентка домашнього навчання, щоб у неї був час на тренування.

## Кар'єра в гольфі серед юніорів, любителів і коледжів
У своїй ранній кар'єрі в гольф Спіранак виграла п'ять турнірів у семи спробах на юніорській гольф-схемі Колорадо, включаючи 2010 CWGA Junior Stroke Play, на шляху до того, щоб стати 20 найкращих юніорів у світі, 5 найкращих новобранців коледжу, а також двічі найкращий гравець Західного регіону та гравець першої загальноамериканської команди як учасник світового туру Future Collegians. Це принесло їй стипендію для гольфу в Університеті Аризони.

### Коледж-гольф
На першому курсі Спіранак, 2011–2012, вона брала участь у трьох змаганнях за Wildcats Університету Арізони під час сезону гольфу: Windy City Intercollegiate, Pac-12/SEC Challenge та Wildcat Invitational. Її найкращим результатом року було 73, забита двічі під час Windy City Intercollegiate.
Спіранак перейшла до штату Сан-Дієго на другому курсі. Покращення успіху послідувало в сезоні 2012–2013 років, з відзнакою першої команди All-Mountain West, п’ятим місцем на Cal Classic, шостим на Mountain West Championship і дев’ятнадцятим на NCAA Central Regional Championships. Її юніорський сезон 2013–2014 років призвів до нагороди другої команди All-Mountain West, а також одного фінішу в першій десятці на чемпіонаті Mountain West. Її старший сезон завершився першим чемпіонатом Mountain West Conference для Aztecs в історії школи, який вона описала як «один із найщасливіших моментів у своєму житті».
У липні 2015 року Асоціація гольфу Колорадо провела 100-й Чемпіонат жіночої асоціації гольфу Колорадо з матчевої гри на полі для гольфу Raccoon Creek. У титульному матчі на 35 лунок проти Бріттані Фан з Університету Колорадо в Боулдері Спіранак переміг, виконавши дев’ять ударів нижче пари.

## Професійний гольф

### Кактусовий тур
Спіранак дебютувала у розвиваючому турі Cactus Tour у клубі Las Colinas у Квін-Крік, штат Арізона, у травні 2016 року. Під час її третього старту раптово-смертельна перемога в заміському клубі Скоттсдейла Orange Tree над Ханною О'Салліван, на той час найкращою аматоркою світу, принесла Спіранак її першу перемогу в турі.
Потім вона фінішувала дев’ятою на Stallion Mountain, отримавши приз у 800 доларів. У червні в гольф-клубі Aliante Спіранак посіла 17-те місце серед 52 гравців у гольф, її результат на 12 разів перевищує номінальний результат і отримала приз у розмірі 575 доларів США. У липні вона фінішувала вісім більше за номіналом і посіла сьоме місце в Walnut Creek в Менсфілді, штат Техас, заробивши 600 доларів. Також у липні вона виступила на Відкритому чемпіонаті Шотландії в жіночому європейському турі.
Спіранак брала участь у турнірі CoBank Colorado Women's Open у серпні/вересні 2016 року, посівши дев'яте місце з рівнем одиниць менше та заробивши 1750 доларів США.
У вересні 2016 року Спіранак зайняв друге місце в трьох змаганнях на Legacy у Фініксі, штат Аризона; її другий найкращий результат року, заробивши 935 доларів. Фінальний раунд із двома меншими результатами призвів до ще однієї п’ятірки на Trilogy у жовтні  та 800 доларів США. Вона завершила сезон із виграшем у 8010 доларів.

### Спроба LPGA
У серпні 2016 року Спіранак брала участь у своєму першому кваліфікаційному турнірі LPGA, але не отримала картку для участі в професійному турнірі. У 2022 році, обговорюючи те, що Marshall football засмутив Нотр-Дам, вона пожартувала: «Нотр-Дам такий же поганий, як я граю у професійний гольф».

## В бізнесі
Спіранак була представлена в таких журналах, як Sports Illustrated Swimsuit Edition і Golf Digest. Вона почала писати щомісячну колонку в журналі Golf Magazine у випуску за грудень 2018 року.
У 2017 році Спіранак підписала контракт з Parsons Xtreme Golf (PXG), щоб представляти свої гольф-клуби в соціальних мережах і телевізійній рекламі. Того року вона також стала амбасадором бренду 18Birdies, щоб допомогти просувати його додаток для гольфу по всій країні. Вона також підписала угоди з Mizzen + Main і Philip Stein Watches.
У 2021 році Спіранак приєдналася до PointsBet, глобального оператора спортивних книг, як амбасадор бренду та особистість в ефірі. Згідно з офіційним повідомленням, вона також придбала частку в компанії та стала «значним» акціонером.
У червні 2022 року Спіранак була названа «Найсексуальнішою жінкою в світі» у списку Hot 100 за 2022 рік Maxim, і вона стала першою спортсменкою, яка посіла перше місце в списку Hot 100.
Самореклама Спіранак була піддана критиці за «сексуалізацію жіночого гольфу». Вона намагалася використати викриття для просування своєї кампанії проти булінгу та продовжувати боротьбу за право жінки почуватися комфортно у власній шкірі.
Тур LPGA запровадив більш суворий дрес-код у липні 2017 року, обмеживши глибокі декольте, легінси та короткі спідниці. Це викликало негайну критику, яку охарактеризував заголовок Fox Sports : «LPGA розкритикувала за «ганьбування» власних гравців після нових обмежень дрес-коду». Спіранак виступив проти цього в статті журналу Fortune «Розвиток жіночого гольфу йде далі, ніж наші декольте», яка з’явилася лише через кілька днів після оголошення LPGA.
У лютому 2020 року Спіранак запустив подкаст Playing-A-Round with Paige Renee.
19 листопада 2022 року зірка гольфу, яка стала дитинкою Insta, Пейдж Спіранак опублікувала своє декольте, сказавши, що це «востаннє» на тлі хаосу в Twitter через його придбання Ілоном Маском.

## Особисте життя
Спіранак вийшла заміж за Стівена Тіноко в 2018 році. 7 березня 2022 року вона оголосила, що більше не замужем.

## зовнішні посилання
- Офіційний сайт